# История стран Африки
«История стран Африки» (1981—1999) — советская, с 1993 года — российская книжная серия, в которой выходили персональные и коллективные работы отечественных учёных — научных сотрудников Института Африки АН СССР/РАН, Института всеобщей истории РАН, Института востоковедения АН СССР/РАН, Института стран Азии и Африки при МГУ, посвящённые истории стран Африки в Новое и Новейшее время. Серия существовала с 1981 по 1999 год, в общей сложности в свет вышли 17 книг.
Серия была основана в 1981 году. Изначально монографии выпускались Главной редакцией восточной литературы издательства «Наука» Академии наук СССР. С 1993 года серию издавала издательская фирма «Восточная литература» РАН. С 1999 года перестала существовать.

## Состав серии
1981

1. История Нигерии в новое и новейшее время. — Коллективный труд историков Института Африки АН СССР — М.: Главная редакция восточной литературы, 1981. — 360 с. — 2 500 экз.

1982

2. История Заира в новое и новейшее время. — Ю. Н. Винокуров, А. С. Орлова, В. А. Субботин — М.: Главная редакция восточной литературы, 1982. — 304 с. — 1 900 экз.

1984

3. История Уганды в новое и новейшее время. — Н. А. Ксенофонтова, Ю. В. Луконин, В. П. Панкратьев — М.: Главная редакция восточной литературы, 1984. — 248 с. — 1 100 экз.

1985

4. История Кении в новое и новейшее время. — И. И. Филатова — М.: Главная редакция восточной литературы, 1985. — 384 с. — 1 850 экз.

5. История Ганы в новое и новейшее время. — Коллективный труд историков Института Африки АН СССР — М.: Главная редакция восточной литературы, 1985. — 304 с. — 1 950 экз.

1986

6. История Танзании в новое и новейшее время. — В. Е. Овчинников — М.: Главная редакция восточной литературы, 1986. — 272 с. — 1 700 экз.

1989

7. История Эфиопии в новое и новейшее время. — Г. В. Цыпкин, В. С. Ягья — М.: Главная редакция восточной литературы, 1989. — 408 с. — 1 450 экз.

1990

8. История Того в новое и новейшее время. — Г. Г. Бабаян — М.: Главная редакция восточной литературы, 1990. — 320 с. — 1 000 экз.

9. История Замбии в новое и новейшее время. — Коллективный труд историков Института Африки АН СССР — М.: Главная редакция восточной литературы, 1990. — 296 с. — 1 150 экз.

1991

10. История Мавритании в новое и новейшее время. — Ю. В. Луконин, Н. П. Подгорнова — М.: Главная редакция восточной литературы, 1991. — 200 с. — 1 000 экз.

1992

11. История Судана в новое и новейшее время. — Коллективный труд историков Института Африки РАН, Института востоковедения РАН, Института истории и теории искусства РАН, сотрудников Московской государственной обсерватории и ИСАА при МГУ — М.: Главная редакция восточной литературы, 1992. — 296 с. — 500 экз.

12. История Ливии в новое и новейшее время. — М.: Главная редакция восточной литературы, 1992. — ____ с. — 500 экз.

13. История Алжира в новое и новейшее время. — М.: Главная редакция восточной литературы, 1992. — 380 с. — 500 экз.

1993

14. История Намибии в новое и новейшее время. — А. С. Балезин, А. В. Притворов, С. А. Слипченко — М.: Издательская фирма «Восточная литература», 1993. — 256 с. — 520 экз.

1994

15. История Сьерра-Леоне в новое и новейшее время. — Ю. Н. Зотова, Е. Г. Смирнов, М. Ю. Френкель — М.: Издательская фирма «Восточная литература», 1994. — 358 с. — 400 экз.

16. История Мали в новое и новейшее время. — С. С. Новиков, Д. П. Урсу — М.: Издательская фирма «Восточная литература», 1994. — 288 с. — 320 экз.

1999

17. История Либерии в новое и новейшее время. — М. Ю. Френкель — М.: Издательская фирма «Восточная литература», 1999. — 304 с. — 300 экз.